# Sistema di riferimento terrestre internazionale

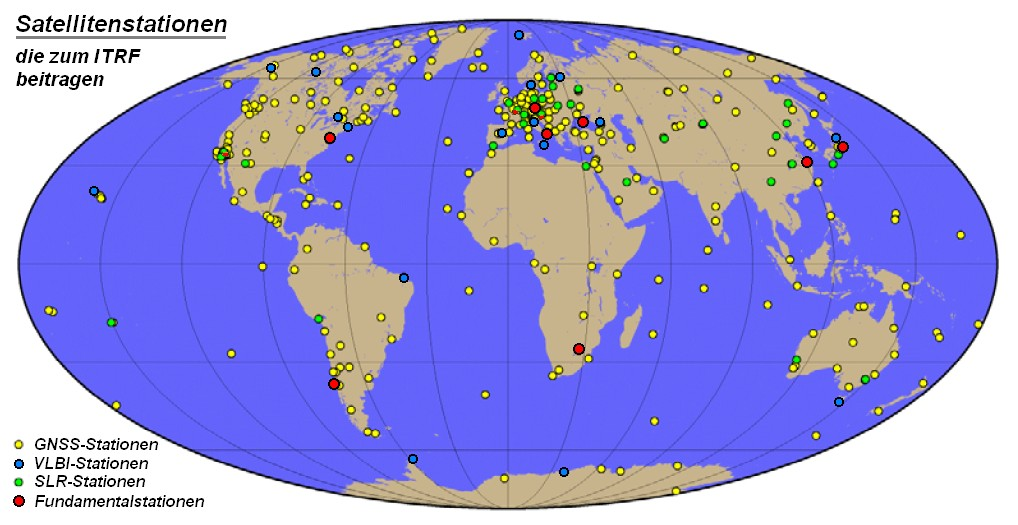
Stazioni di riferimento ITRF

Il Sistema di riferimento terrestre internazionale (in inglese: International Terrestrial Reference System o ITRS) indica le procedure che definiscono un sistema di riferimento atto a misurazioni o localizzazioni precise sulla superficie terrestre.

## Definizione
Il sistema ITRS viene definito dalle seguenti condizioni:
- geocentrico: origine nel centro di massa dell'intera Terra, inclusi oceani e atmosfera;
- unità di misura del SI
- orientamento secondo una terna cartesiana destrorsa:
  - asse X definito dall’intersezione fra il piano del meridiano di riferimento di Greenwich e il piano equatoriale convenzionale terrestre, come definito dal BIH nel 1984;
  - asse Z passante per il Polo convenzionale terrestre, come definito dal BIH nel 1984;
  - asse Y tale da completare la terna, ovvero tale che un osservatore posto lungo l'asse Z riesca a vedere l'asse X sovrapporsi a Y con moto antiorario, il che pone Y in Asia.
- evoluzione temporale dell'orientamento è garantita dall'utilizzo di una condizione di non rotazione netta per quanto riguarda i moti tettonici orizzontali.[1]

## Realizzazione
Un quadro (o comunemente, frame) di riferimento terrestre internazionale (ITRF) è una realizzazione dell'ITRS. Ogni pochi anni vengono prodotte nuove soluzioni ITRF, che utilizzano le più recenti tecniche matematiche e di rilevamento per tentare di realizzare l'ITRS nel modo più preciso possibile. A causa dell'errore sperimentale, qualsiasi ITRF differirà leggermente da qualsiasi altra sua realizzazione. La differenza tra l'ultimo WGS84 del 2006 (realizzazione del frame G1150) e l'ultimo ITRF2000 è di soli pochi centimetri e la differenza RMS (radice dell'errore quadratico medio) di un centimetro per componente.
Le soluzioni ITRS e ITRF sono gestite dall'International Earth Rotation and Reference Systems Service (IERS). I sistemi di navigazione pratici sono generalmente referenziati a una specifica soluzione ITRF o ai altri sistemi di coordinate, che a loro volta sono referenziati a una soluzione ITRF. Ad esempio, il Galileo Terrestrial Reference Frame (GTRF) viene utilizzato per il sistema di navigazione Galileo, attualmente definito come ITRF2005 dall'Agenzia Spaziale Europea.

## Versioni
Le realizzazioni ITRF sviluppate dall'ITRS dal 1991 includono le seguenti versioni:
| Nome     | Riferimento epoca | Codice EPSG    | Note |
| -------- | ----------------- | -------------- | --- |
| ITRF91   | 1988.0            | 4913 7903 8991 | |
| ITRF92   | 1988.0            | 4914 7904 8992 | Prima realizzazione dell'ITRS |
| ITRF93   | 1988.0            | 4915 7905 8993 | |
| ITRF94   | 1993.0            | 4916 7906 8994 | |
| ITRF96   | 1997.0            | 4917 7907 8995 | |
| ITRF97   | 1997.0            | 4918 7908 8996 | |
| ITRF2000 | 1997.0            | 4919 7909 8997 | Prima soluzione che combina elementi di geodesia spaziale senza vincoli, liberi da qualsiasi modello di movimento delle placche tettoniche . Da questa versione in poi, il moto della placca tettonica è rappresentato nella soluzione come vettore velocità per ciascuna stazione. I precedenti ITRF si limitavano a mantenere le posizioni iniziali, utilizzando un modello di moto per integrare la velocità.                       |
| ITRF2005 | 2000.0            | 4896 7910 8998 | Costruito con dati di input sottoforma di serie temporali di posizioni delle stazioni e parametri di orientamento della Terra. Questa versione introduce parametri aggiuntivi per descrivere il moto periodico annuale delle stazioni: A (ampiezza) e φ (fase) per asse. Questo tipo di variazione stagionale ha un'ampiezza di circa 1 cm ed è attribuito a effetti di carico non mareali (come lo spostamento del peso delle acque). |
| ITRF2008 | 2005.0            | 5332 7911 8999 | Include la modellazione troposferica e metodi di soluzione migliorati. |
| ITRF2014 | 2010.0            | 7789 7912 9000 | Generato con una modellazione avanzata dei movimenti delle stazioni non lineari. Nello specifico: - al tradizionale modello periodico annuale viene aggiunta una componente semestrale; - adattamenti parametrici uniformi servono a modellare la deformazione post-sismica, in contrapposizione all'approccio tradizionale che utilizza funzioni lineari a tratti.                                                                    |
| ITRF2020 | 2015.0            | 9988 9989 9990 | [ 8 ] |

## Utenti
Sistemi GNSS:
- Sistema di riferimento terrestre Galileo (GTRF), ITRF2005; implementazione propria utilizzando siti IGS.
- Da gennaio 2024, il GPS utilizza solo WGS84, ITRF2020 (ma in precedenza aveva utilizzato molte versioni di WGS84), leggermente modificato con l'implementazione dell'International GNSS Service (IGS), IGS20.
- Sistema di coordinate BeiDou, sistema di riferimento terrestre cinese (CTRF) 2000 = ITRF97 all'epoca 2000.0; implementazione propria.
- GLONASS PZ-90.11 è nominalmente un sistema a sé stante, ma è piuttosto vicino all'ITRF e utilizza molte tecniche simili.[3]

Sistemi nazionali:
- Stati Uniti: WGS84 (vedere sopra); l'uso domestico si basa invece principalmente su NAD 83 .
- Cina: CTRF 2000 come sopra.